# Liverpool F.C. mùa bóng 2012-13
Mùa bóng 2012-2013 là mùa bóng lần thứ 121 câu lạc bộ Liverpool tham gia trên các giải đấu. Trong mùa này, Liverpool tham gia vào 3 hệ thống giải đấu trên các mặt trận ở nước Anh cũng như trên đấu trường châu Âu là: Giải ngoại hạng Anh, Cúp Liên đoàn Anh và UEFA Europa League. Huấn luyện viên cầm quân mùa này của Liverpool là Brendan Rodgers thay cho Kenny Dalglish.
Trong mùa giải này, Liverpool đã chính thức có mẫu áo đấu mới. Khác với những mùa giải trước, mùa này trang phục của Liverpool được sản xuất bởi Warrior Sport thay vì Adidas. Màu đỏ vẫn là tông màu chủ đạo trong bộ trang phục mới của đội bóng. Biểu tượng ngọn lửa vĩnh cửu được đặt ở hai bên cổ áo, và ở giữa là số 96 - số người đã thiệt mạng trong thảm họa Hillsborough.
Chung cuộc mùa bóng này, Liverpool trắng tay ở tất cả các mặt trận. Tại Giải ngoại hạng Anh, Liverpool đã thua trận đầu và kết thúc giải với vị trí thứ 7 trên bảng xếp hạng. Câu lạc bộ này liên tục dừng bước ngay từ những vòng đầu của những giải đấu mà họ tham gia trong nước cũng như châu lục. Một đội hình thi đấu khá nghèo nàn và phụ thuộc nhiều vào Luis Suarez vốn có phong độ cũng không ổn định. Gerrard thì đã cho thấy dấu hiệu của tuổi tác dù anh luôn giữ ngọn lửa trong từng trận đấu.

## Đội hình thi đấu

### Đội hình chính
Tính đến 27 tháng 09 năm 2012.
Ghi chú: Quốc kỳ chỉ đội tuyển quốc gia được xác định rõ trong điều lệ tư cách FIFA. Các cầu thủ có thể giữ hơn một quốc tịch ngoài FIFA.
| Số | VT | Quốc gia    | Cầu thủ                          |
| -- | -- | ----------- | -------------------------------- |
| 1  | TM | Úc          | Brad Jones                       |
| 2  | HV | Anh         | Glen Johnson                     |
| 3  | HV | Tây Ban Nha | José Enrique                     |
| 4  | TV | Thổ Nhĩ Kỳ  | Nuri Şahin (mượn từ Real Madrid) |
| 5  | HV | Đan Mạch    | Daniel Agger                     |
| 7  | TĐ | Uruguay     | Luis Suárez                      |
| 8  | TV | Anh         | Steven Gerrard (đội trưởng)      |
| 10 | TV | Anh         | Joe Cole                         |
| 11 | TV | Maroc       | Oussama Assaidi                  |
| 12 | TV | Tây Ban Nha | Daniel Pacheco                   |
| 14 | TV | Anh         | Jordan Henderson                 |
| 16 | HV | Uruguay     | Sebastián Coates                 |
| 19 | TV | Anh         | Stewart Downing                  |
| 21 | TV | Brasil      | Lucas Leiva                      |
| 22 | HV | Scotland    | Danny Wilson                     |
| 23 | HV | Anh         | Jamie Carragher (đội phó)        |
| 24 | TV | Wales       | Joe Allen                        |

| Số | VT | Quốc gia    | Cầu thủ         |
| -- | -- | ----------- | --------------- |
| 25 | TM | Tây Ban Nha | Pepe Reina      |
| 29 | TĐ | Ý           | Fabio Borini    |
| 30 | TV | Tây Ban Nha | Suso            |
| 31 | TV | Anh         | Raheem Sterling |
| 32 | TM | Brasil      | Doni            |
| 33 | TV | Anh         | Jonjo Shelvey   |
| 34 | HV | Anh         | Martin Kelly    |
| 35 | HV | Anh         | Conor Coady     |
| 36 | TĐ | Đức         | Samed Yesil     |
| 37 | HV | Slovakia    | Martin Škrtel   |
| 38 | HV | Anh         | Jon Flanagan    |
| 42 | TM | Hungary     | Péter Gulácsi   |
| 47 | HV | Anh         | Andre Wisdom    |
| 49 | HV | Anh         | Jack Robinson   |
| 50 | TĐ | Anh         | Adam Morgan     |

#### Cho mượn
Ghi chú: Quốc kỳ chỉ đội tuyển quốc gia được xác định rõ trong điều lệ tư cách FIFA. Các cầu thủ có thể giữ hơn một quốc tịch ngoài FIFA.
| Số | VT | Quốc gia               | Cầu thủ                                                                 |
| -- | -- | ---------------------- | ----------------------------------------------------------------------- |
| —  | TĐ | Anh                    | Andy Carroll (cho West Ham mượn cho đến hết mùa giải 2012-2013)         |
| —  | TV | Anh                    | Jay Spearing (cho Bolton Wanderers mượn cho đến hết mùa giải 2012-2013) |
| —  | TĐ | Hoa Kỳ                 | Villyan Bijev (cho IK Start mượn cho đến hết mùa giải của Na Uy)        |
| —  | TĐ | Cộng hòa Dân chủ Congo | Henoc Mukendi (cho Northampton Town mượn tới tháng 1 năm 2013)          |

### Đội hình tại Giải ngoại hạng
Cập nhật đến ngày 29 tháng 9 năm 2012
| TT | Vị trí            | Tên             | Bắt đầu | Ghi chú                                   |
| -- | ----------------- | --------------- | ------- | ----------------------------------------- |
| 25 | TM                | Pepe Reina      | 6       |                                           |
| 34 | HV                | Martin Kelly    | 4       | Andre Wisdom has 1 start                  |
| 37 | HV                | Martin Škrtel   | 6       |                                           |
| 5  | HV                | Daniel Agger    | 5       | Sebastian Coates has 1 start              |
| 2  | HV cánh           | Glen Johnson    | 6       | José Enrique has 1 start                  |
| 21 | TV                | Lucas Leiva     | 2       | Jonjo Shelvey và Nuri Şahin have 2 starts |
| 24 | TV                | Joe Allen       | 6       |                                           |
| 8  | TĐ                | Steven Gerrard  | 6       |                                           |
| 29 | TĐ                | Fabio Borini    | 5       | Suso has 1 start                          |
| 31 | Tiền vệ trung tâm | Raheem Sterling | 5       | Stewart Downing has 1 start               |
| 7  | ST                | Luis Suárez     | 6       |                                           |

| Reina Kelly Škrtel Agger Johnson Lucas Allen Borini Gerrard Sterling Suárez |
| .                                                                           |

## Giao hữu trước mùa giải
| 21 tháng 7 năm 2012 | Toronto FC   | 1 – 1  | Liverpool  | Toronto                                                                             |  |
| 21:00 BST           | Amarikwa 58' | Report | Morgan 69' | Sân vận động: Trung tâm Rogers Lượng khán giả: 33.087 Trọng tài: Paul Ward (Canada) |  |

| 25 tháng 7 năm 2012 | Roma                       | 2 – 1  | Liverpool | Boston                                                                                   |  |
| 23:30 BST           | Bradley 63' · Florenzi 70' | Report | Adam 80'  | Sân vận động: Fenway Park Lượng khán giả: 37,169 Trọng tài: Sorin Stoica (United States) |  |

| 28 tháng 7 năm 2012 | Tottenham Hotspur | 0 – 0  | Liverpool | Baltimore                                                                                    |  |
| 18:00 BST           |                   | Report |           | Sân vận động: M&T Bank Stadium Lượng khán giả: 42,723 Trọng tài: Jose Carlos Rivero (Hoa Kỳ) |  |

| 12 tháng 8 năm 2012 | Liverpool                             | 3 – 1  | Bayer Leverkusen | Liverpool                                                               |  |
| 15:00 BST           | Sterling 3' · Lucas 29' · Carroll 65' | Report | Sam 75'          | Sân vận động: Anfield Lượng khán giả: 25,291 Trọng tài: Martin Atkinson |  |

Cập nhật lần cuối: ngày 12 tháng 8 năm 2012.

Nguồn: Liverpool F.C.

## Giải ngoại hạng Anh
- Vòng 1:

- Tổng quan: Tại giải ngoại hạng Anh, Liverpool đã có trận đầu ra quân trong mùa giải mới, ngay trong trận đầu ra quân vào ngày 18 tháng 8 năm 2012, Liverpool phải làm khách trên sân của đội bóng West Bromwich Albion và kết quả Liverpool đã phải gánh chịu thất bại đầu tiên với tỷ số 0-3 trước một đối thủ tràn trề khí thế. Trận thảm bại ngày hôm đó không chỉ làm bẽ mặt Liverpool mà nó còn lấy đi mất của họ trung vệ quan trọng Daniel Agger do bị thẻ đỏ.
- Đội hình ra sân: Số 25 Pepe Reina, 5 Daniel Agger, 37 Martin Skrtel, 2 Glen Johnson, 34 Martin Kelly, 21 Lucas, 24 Joe Allen, 19 Stewart Downing, 8 Steven Gerrard, 29 Fabio Borini, 7 Luis Suarez
- Diễn biến chính: Liverpool tung ra sân với đội hình khá mạnh nhưng trong suốt hiệp 1 không tạo được thế trận tốt. Ngay trước khi hiệp 1 trận đấu kết thúc Liverpool đã phải đón nhận bàn thua từ pha ghi bàn của tiền vệ Gera bên phía đội chủ nhà. Sang hiệp 2, các cầu thủ Liverpool đã trải qua một hiệp đấu hết sức tồi tệ. Có 2 tình huống dẫn đến những quả phạt 11m của trung vệ Agger và Skrtel, anh này rời sân phút 58 với chiếc thẻ đỏ trực tiếp. Đội chủ nhà sau đó đã ghi liên tiếp hai bàn hắng.
- Vòng 2:

- Tổng quan: Bước sang vòng đấu thứ 2, Liverpool gặp thử thách quan trọng trước đội bóng đương kim vô địch Manchester City. Liverpool có lợi thế sân nhà. Chung cuộc, tỷ số 2-2. Cầu thủ bóng đá ghi bàn cho Liverpool là Škrtel vào phút thứ 34' và Suárez vào phút thứ 66'.

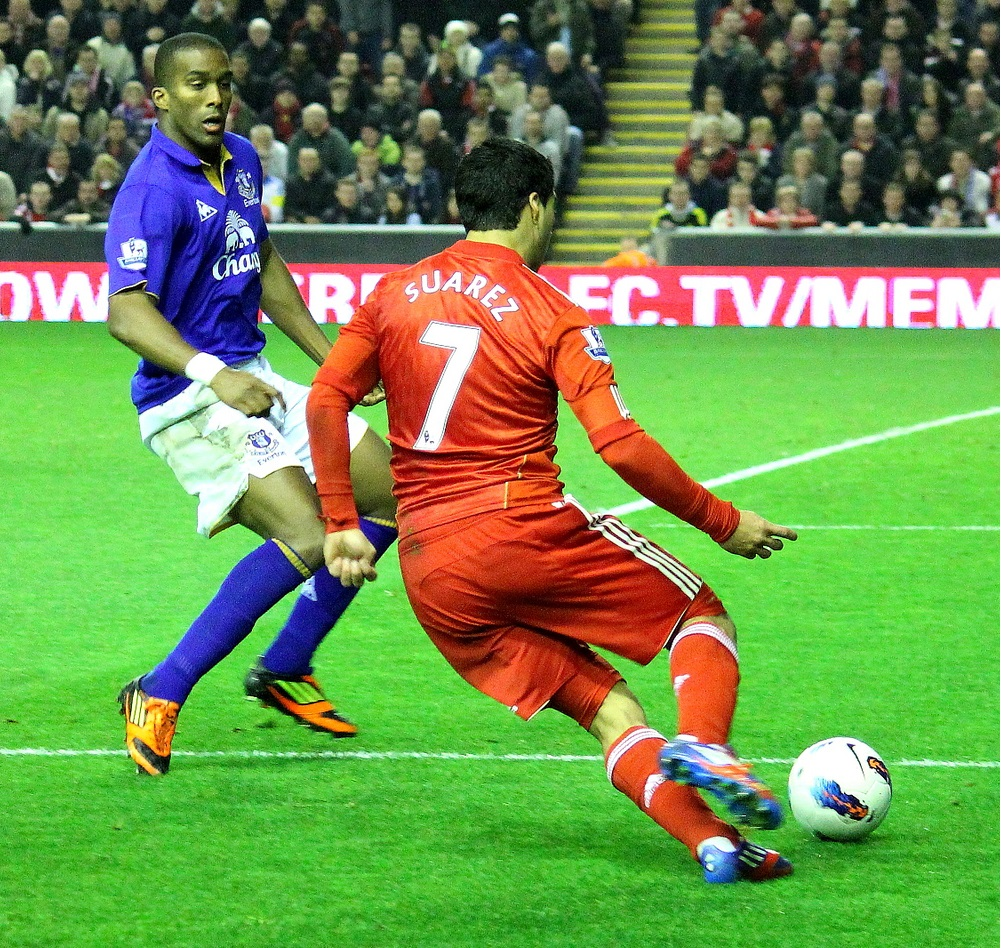
Luis Suarez chủ công của Liverpool trong những vòng đấu đầu tiên

- Đội hình: Reina, Kelly (thay bằng Enrique ở phút 66), Coates, Skrtel, Johnson, Gerrard, Lucas (thay bằng Shelvey phút thứ 5), Allen, Borini (Carroll 83), Suarez, Sterling. Về phía
- Diễn biến chính: Phút thứ 4, tiền vệ Lucas đã dính chấn thương háng và phải rời sân. Liverpool giữ thế trận rất chắc chắn, không nao núng trước những pha xử lý của các cầu thủ Manchester City và sau đó đã hai lần vượt lên dẫn trước, trong đó bàn mở tỷ số cho Liverpool đến từ một tình huống cố định và sau đó là Luis Suarez có một quả đá phạt trực tiếp. Nhưng những sai lầm ở hàng thủ đã khiến họ phải trả giá, khi để Manchester City cầm hòa 2-2 tại vòng 2 Premier League. Martin Skrtel và Luis Suarez là những người lập công cho The Kop, trong khi hai bàn gỡ của nhà đương kim vô địch được thực hiện bởi Yaya Toure và Carlos Tevez.
- Vòng 3:

- Liverpool đụng phải đội bóng Arsenal. Dù với lợi thế sân nhà nhưng đội bóng này đã thua với tỷ số 0-2.
- Đội hình: Reina, Johnson, Agger, Skrtel, Enrique, Gerrard, Sahin, Allen, Sterling, Suarez, Borini.
- Diễn biến chính: Arsenal đã bùng nổ trên sân Anfield, đã may mắn khi được trọng tài Howard Webb bỏ qua nhiều pha phạm lỗi nếu không họ có thể phải chịu tới 3 quả phạt đền. Tuy vậy lần lượt Podolski và Cazorla lập công, giúp Arsenal chiến thắng.
- Vòng 4:

- Tổng quan: Diễn ra vào ngày 15 tháng 9 năm 2012. Liverpool đến làm khách tại sân của Sunderland, Quyết tâm giành chiến thắng, chơi hừng hực khí thế, chiếm ưu thế hơn về trên nhiều phương diện nhưng Liverpool vẫn không thể thắng chung cuộc tỷ số hòa 1-1. Cầu thủ ghi bàn phía Liverpool là Suárez ghi vào phút thứ 71'.
- Đội hình thi đấu: Reina, Kelly, Skrtel, Agger, Johnson, Allen, Gerrard, Shelvey, Borini (Downing 64’), Suarez, Sterling
- Vòng 5:

- Tổng quan: Vào ngày 23 tháng 9 năm 2012, Liverpool tiếp đội bóng mạnh là MU tại sân nhà. Dù đã rất cố gắng nhưng phải gánh chịu thất bại với tỷ số 1-2. Người ghi bàn cho Liverpool là đội trưởng Gerrald ở phút thứ 76.
- Đội hình ra sân: Thủ môn Reina, Kelly, Agger, Skrtel, Johnson, Allen, Gerrard, Shelvey, Borini, Sterling và Suarez.
- Diễn biến chính: Hiệp 1 diễn ra với ưu thế của Liverpool trong khi MU tỏ ra bị động tuy vậy sau 45 phút đầu tiên vẫn chưa có bàn, thậm chí còn phải chơi thiếu người sau chiếc thẻ đỏ của Shelvey do phạm lỗi thô bạo với Evans của MU. Ngay đầu hiệp 2 Gerrard đã đưa Liverpool vươn lên dẫn trước sau cú sút trong vòng cấm. Nhưng ngay lập tức MU đã có bàn thắng gỡ của hậu vệ Rafael. Ở những phút cuối khi MU được hưởng quả 11m sau pha phạm lỗi của Johnson với Valencia. Và sau hai quả 11m không thành công từ đầu mùa giải Premier League, MU cũng có bàn thắng quyết định nhờ công của Van Perise và ấn định chiến thắng 2-1 cho đội khách.
- Vòng 6:

- Tổng quan: Diễn ra vào ngày 29 tháng 9 năm 2012. Lần này tuy phải đến làm khách tại sân của Norwich City nhưng Liverpool đã có chiến thắng đầu mùa với tỷ số cách biệt: 5-2. Suárez đã lập cú hattrick vào các phút thứ 2', 38', 56'. Hai người ghi bàn còn lại là Şahin ở phút thứ 47' và đội trưởng Gerrard vào phút thứ 67'.
- Đội hình ra sân: Số 25 Pepe Reina, 5 Daniel Agger, 37 Martin Skrtel, 2 Glen Johnson, 47 Andre Wisdom, 24 Joe Allen, 4 Nuri Sahin, 8 Steven Gerrard, 31 Raheem Sterling, 7 Luis Suarez và số 30 Suso
- Diễn biến chính: Phút thứ hai của trận đấu, Suarez đã đưa Liverpool vươn lên dẫn trước. Có được lợi thế dẫn bàn từ khá sớm, Liverpool thi đấu rất thoải mái và áp đảo hoàn toàn đội chủ nhà. Liên tiếp các phút sau đó Liverpool đã ghi được tới 4 bàn thắng với sự tỏa sáng của Sahin, Gerrard và 1 cú đúp cho Suarez. Norwich dù rất nỗ lực cũng chỉ có được 2 bàn. Chiến thắng này đã giúp Liverpool có được 3 điểm đầu tiên ở mùa giải.
- Vòng 7:

| ngày 18 tháng 8 năm 2012 1 | West Bromwich Albion                                                    | 3 – 0  | Liverpool                                                          | West Bromwich                                                           |  |
| 15:00 BST                  | Gera 43' · Long 60' · Odemwingie 64' (ph.đ.) · Lukaku 77' · Fortuné 75' | Report | Johnson 41' · Suárez 45+3' · Lucas 56' · Agger 58' · Carroll 90+3' | Sân vận động: The Hawthorns Lượng khán giả: 26,039 Trọng tài: Phil Dowd |  |

| ngày 26 tháng 8 năm 2012 2 | Liverpool                     | 2 – 2  | Manchester City          | Liverpool                                                              |  |
| 16:00 BST                  | Škrtel 34' · Suárez 66' 90+4' | Report | Y. Touré 63' · Tévez 80' | Sân vận động: Anfield Lượng khán giả: 44,492 Trọng tài: Andre Marriner |  |

| ngày 2 tháng 9 năm 2012 3 | Liverpool                  | 0 – 2  | Arsenal                                                  | Liverpool                                                           |  |
| 13:30 BST                 | Škrtel 47' · Shelvey 90+1' | Report | Mertesacker 6' · Arteta 26' · Podolski 31' · Cazorla 68' | Sân vận động: Anfield Lượng khán giả: 44,932 Trọng tài: Howard Webb |  |

| ngày 15 tháng 9 năm 2012 4 | Sunderland                 | 1 – 1  | Liverpool                   | Sunderland                                                                       |  |
| 17:30 BST                  | Fletcher 29' · Larsson 81' | Report | Suárez 37' 71' · Škrtel 63' | Sân vận động: Stadium of Light Lượng khán giả: 41,997 Trọng tài: Martin Atkinson |  |

| ngày 23 tháng 9 năm 2012 5 | Liverpool                             | 1 – 2  | Manchester United                                     | Liverpool                                                           |  |
| 13:30 BST                  | Shelvey 39' · Gerrard 46' · Reina 77' | Report | Rafael 51' · Scholes 58' · Van Persie 81' (ph.đ.) 84' | Sân vận động: Anfield Lượng khán giả: 44,263 Trọng tài: Mark Halsey |  |

| ngày 29 tháng 9 năm 2012 6 | Norwich City                         | 2 – 5  | Liverpool                                            | Norwich                                                                |  |
| 15:00 BST                  | Barnett 39' · Morison 60' · Holt 86' | Report | Suárez 2', 38', 56' · Şahin 47' · Barnett 68' (l.n.) | Sân vận động: Carrow Road Lượng khán giả: 26,831 Trọng tài: Mike Jones |  |

| ngày 7 tháng 10 năm 2012 7 | Liverpool | 0 – 0  | Stoke City                                                                      | Liverpool                                                         |  |
| 15:00 BST                  |           | Report | Kightly 24' · Huth 33' · Shawcross 70' · Adam 73' · Walters 77' · Whitehead 90' | Sân vận động: Anfield Lượng khán giả: 44,531 Trọng tài: Lee Mason |  |

| ngày 20 tháng 10 năm 2012 8 | Liverpool                | 1 – 0  | Reading        | Liverpool                                                          |  |
| 15:00 BST                   | Sterling 29' · Agger 57' | Report | Mariappa 90+1' | Sân vận động: Anfield Lượng khán giả: 44,874 Trọng tài: Roger East |  |

| ngày 28 tháng 10 năm 2012 9 | Everton                                                                   | 2 – 2  | Liverpool                                                     | Liverpool                                                                    |  |
| 13:30 BST                   | Osman 20' 22' · Naismith 35' · Neville 45+2' · Jagielka 57' · Coleman 86' | Report | Baines 14' (l.n.) · Suárez 20' 71' · Sterling 29' · Agger 69' | Sân vận động: Goodison Park Lượng khán giả: 39,613 Trọng tài: Andre Marriner |  |

| ngày 4 tháng 11 năm 2012 10 | Liverpool  | 1 – 1  | Newcastle United                          | Liverpool                                                              |  |
| 16:00 GMT                   | Suárez 67' | Report | Cabaye 43' · Coloccini 84' · Santon 90+4' | Sân vận động: Anfield Lượng khán giả: 44,803 Trọng tài: Anthony Taylor |  |

| ngày 11 tháng 11 năm 2012 11 | Chelsea               | 1 – 1  | Liverpool                                          | Luân Đôn                                                                    |  |
| 16:00 GMT                    | Terry 20' · Mikel 79' | Report | Allen 50' · Johnson 56' · Gerrard 67' · Suárez 73' | Sân vận động: Stamford Bridge Lượng khán giả: 41,627 Trọng tài: Howard Webb |  |

| ngày 17 tháng 11 năm 2012 12 | Liverpool                          | 3 – 0  | Wigan Athletic                             | Liverpool                                                            |  |
| 15:00 GMT                    | Suárez 47', 58' · José Enrique 65' | Report | Figueroa 39' · Caldwell 66' · Di Santo 66' | Sân vận động: Anfield Lượng khán giả: 44,913 Trọng tài: Kevin Friend |  |

| ngày 25 tháng 11 năm 2012 13 | Swansea City | 0 – 0  | Liverpool | Swansea                                                                  |  |
| 13:30 GMT                    | Chico 71'    | Report |           | Sân vận động: Liberty Stadium Lượng khán giả: 20,621 Trọng tài: Jon Moss |  |

| ngày 28 tháng 11 năm 2012 14 | Tottenham Hotspur        | 2 – 1  | Liverpool                                         | Luân Đôn                                                                  |  |
| 19:45 GMT                    | Lennon 7' · Bale 16' 78' | Report | Škrtel 38' · Bale 72' (l.n.) · José Enrique 90+1' | Sân vận động: White Hart Lane Lượng khán giả: 36,162 Trọng tài: Phil Dowd |  |

| ngày 1 tháng 12 năm 2012 15 | Liverpool                                | 1 – 0  | Southampton | Liverpool                                                              |  |
| 15:00 GMT                   | Agger 43' · Suárez 81' · Carragher 90+2' | Report |             | Sân vận động: Anfield Lượng khán giả: 44,525 Trọng tài: Michael Oliver |  |

| ngày 9 tháng 12 năm 2012 16 | West Ham United                                     | 2 – 3  | Liverpool                                                        | Luân Đôn                                                                  |  |
| 16:00 GMT                   | Noble 36' (ph.đ.) · Taylor 38' · Gerrard 43' (l.n.) | Report | Johnson 11' · Shelvey 31' · Gerrard 34' · Cole 76' · Shelvey 79' | Sân vận động: Boleyn Ground Lượng khán giả: 35,005 Trọng tài: Lee Probert |  |

| ngày 15 tháng 12 năm 2012 17 | Liverpool                | 1 – 3  | Aston Villa                                     | Liverpool                                                              |  |
| 15:00 GMT                    | Gerrard 87' · Suárez 90' | Report | Benteke 29', 51' 88' · Weimann 40' · Lowton 65' | Sân vận động: Anfield Lượng khán giả: 44,607 Trọng tài: Neil Swarbrick |  |

| ngày 22 tháng 12 năm 2012 18 | Liverpool                                                          | 4 – 0  | Fulham                       | Liverpool                                                                |  |
| 17:30 GMT                    | Škrtel 8' · Gerrard 36' · Downing 51' · Johnson 53' · Suárez 90+2' | Report | Dejagah 78' · Karagounis 85' | Sân vận động: Anfield Lượng khán giả: 44,750 Trọng tài: Mark Clattenburg |  |

| ngày 26 tháng 12 năm 2012 19 | Stoke City                                                           | 3 – 1  | Liverpool                       | Stoke-on-Trent                                                                |  |
| 19:45 GMT                    | Shawcross 1' · Cameron 4' · Walters 5', 49' · Jones 12' · Whelan 86' | Report | Gerrard 2' (ph.đ.) · Suárez 61' | Sân vận động: Britannia Stadium Lượng khán giả: 27,490 Trọng tài: Howard Webb |  |

| ngày 30 tháng 12 năm 2012 20 | Queens Park Rangers  | 0 – 3  | Liverpool                               | Luân Đôn                                                                   |  |
| 16:00 GMT                    | Mbia 57' · Fábio 90' | Report | Suárez 10', 16' · Agger 28' · Lucas 83' | Sân vận động: Loftus Road Lượng khán giả: 18,304 Trọng tài: Anthony Taylor |  |

| ngày 2 tháng 1 năm 2013 21 | Liverpool                      | 3 – 0  | Sunderland  | Liverpool                                                         |  |
| 19:45 GMT                  | Sterling 19' · Suárez 26', 52' | Report | McClean 60' | Sân vận động: Anfield Lượng khán giả: 44,228 Trọng tài: Phil Dowd |  |

| ngày 13 tháng 1 năm 2013 22 | Manchester United                     | 2 – 1  | Liverpool                                                            | Manchester                                                               |  |
| 13:30 GMT                   | Van Persie 19' · Vidić 54' · Evra 73' | Report | Lucas 45+4' · Škrtel 53' · Sturridge 57' · Johnson 76' · Agger 90+4' | Sân vận động: Old Trafford Lượng khán giả: 75,501 Trọng tài: Howard Webb |  |

| ngày 19 tháng 1 năm 2013 23 | Liverpool                                                                                   | 5 – 0  | Norwich City  | Liverpool                                                              |  |
| 15:00 GMT                   | Henderson 26' · Suárez 36' · Johnson 42' · Sturridge 59' · Gerrard 66' · Bennett 74' (l.n.) | Report | Snodgrass 80' | Sân vận động: Anfield Lượng khán giả: 44,901 Trọng tài: Michael Oliver |  |

| ngày 30 tháng 1 năm 2013 24 | Arsenal                                                      | 2 – 2  | Liverpool                               | Luân Đôn                                                                      |  |
| 19:45 GMT                   | Cazorla 25' · Giroud 64' 85' · Walcott 67' · Mertesacker 90' | Report | Suárez 5' · Henderson 60' · Gerrard 73' | Sân vận động: Emirates Stadium Lượng khán giả: 60,089 Trọng tài: Kevin Friend |  |

| ngày 3 tháng 2 năm 2013 25 | Manchester City                         | 2 – 2  | Liverpool                                                           | Manchester                                                                    |  |
| 16:00 GMT                  | Džeko 23' 30' · García 71' · Agüero 78' | Report | Sturridge 29' 53' · Henderson 36' · Carragher 57' · Gerrard 73' 81' | Sân vận động: Etihad Stadium Lượng khán giả: 47,301 Trọng tài: Anthony Taylor |  |

| ngày 11 tháng 2 năm 2013 26 | Liverpool                  | 0 – 2  | West Bromwich Albion                                                           | Liverpool                                                        |  |
| 20:00 GMT                   | Gerrard 77' · Suárez 90+4' | Report | Reid 42' · Ridgewell 69' · Morrison 72' · Brunt 73' · McAuley 81' · Lukaku 90' | Sân vận động: Anfield Lượng khán giả: 44,752 Trọng tài: Jon Moss |  |

| ngày 17 tháng 2 năm 2013 27 | Liverpool                                                                                  | 5 – 0  | Swansea City | Liverpool                                                           |  |
| 15:00 GMT                   | Gerrard 34' (ph.đ.) · Coutinho 46' · José Enrique 50' · Suárez 56' · Sturridge 71' (ph.đ.) | Report | Pablo 76'    | Sân vận động: Anfield Lượng khán giả: 44,832 Trọng tài: Howard Webb |  |

| ngày 2 tháng 3 năm 2013 28 | Wigan Athletic              | 0 – 4  | Liverpool                                                   | Wigan                                                                      |  |
| 17:30 GMT                  | Caldwell 35' · McArthur 59' | Report | Downing 2' · Suárez 18', 34', 49' · Allen 44' · Lucas 45+3' | Sân vận động: DW Stadium Lượng khán giả: 20,804 Trọng tài: Martin Atkinson |  |

| ngày 10 tháng 3 năm 2013 29 | Liverpool                                                      | 3 – 2  | Tottenham Hotspur       | Liverpool                                                              |  |
| 16:00 GMT                   | Suárez 21' · Downing 66' · Gerrard 82' (ph.đ.) · Carragher 83' | Report | Vertonghen 45', 53' 57' | Sân vận động: Anfield Lượng khán giả: 44,752 Trọng tài: Michael Oliver |  |

| ngày 16 tháng 3 năm 2013 30 | Southampton                                   | 3 – 1  | Liverpool                     | Southampton                                                                 |  |
| 15:00 GMT                   | Schneiderlin 6' · Lambert 33' · Rodriguez 80' | Report | Coutinho 45+1' · Suárez 90+2' | Sân vận động: St Mary's Stadium Lượng khán giả: 32,070 Trọng tài: Phil Dowd |  |

| ngày 31 tháng 3 năm 2013 31 | Aston Villa                  | 1 – 2  | Liverpool                               | Birmingham                                                           |  |
| 13:30 BST                   | Benteke 31' · Westwood 90+1' | Report | Henderson 47' · Gerrard 48' 60' (ph.đ.) | Sân vận động: Villa Park Lượng khán giả: 42,037 Trọng tài: Lee Mason |  |

| ngày 7 tháng 4 năm 2013 32 | Liverpool | 0 – 0  | West Ham United | Liverpool                                                              |  |
| 13:30 BST                  |           | Report | O'Brien 85'     | Sân vận động: Anfield Lượng khán giả: 45,007 Trọng tài: Anthony Taylor |  |

| ngày 13 tháng 4 năm 2013 33 | Reading                   | 0 – 0  | Liverpool | Reading                                                                           |  |
| 15:00 BST                   | Guthrie 51' · Carriço 88' | Report | Lucas 42' | Sân vận động: Madejski Stadium Lượng khán giả: 24,139 Trọng tài: Mark Clattenburg |  |

| ngày 21 tháng 4 năm 2013 34 | Liverpool                                                                                  | 2 – 2  | Chelsea                                                       | Liverpool                                                            |  |
| 16:00 BST                   | Henderson 29' · Sturridge 52' · Lucas 54' · Suárez 56' 90+7' · Carragher 64' · Shelvey 82' | Report | Oscar 26' · Torres 38' · Azpilicueta 53' · Hazard 57' (ph.đ.) | Sân vận động: Anfield Lượng khán giả: 45,009 Trọng tài: Kevin Friend |  |

| ngày 27 tháng 4 năm 2013 35 | Newcastle United                              | 0 – 6  | Liverpool                                                                          | Newcastle                                                                     |  |
| 17:30 BST                   | Debuchy 20', 75' · Gutierrez 39' · Taylor 44' | Report | Agger 3' · Henderson 17', 76' · Sturridge 20', 54', 60' · Johnson 41' · Borini 74' | Sân vận động: St James' Park Lượng khán giả: 52,351 Trọng tài: Andre Marriner |  |

| ngày 5 tháng 5 năm 2013 36 | Liverpool  | 0 – 0  | Everton                    | Liverpool                                                              |  |
| 13:30 BST                  | Borini 88' | Report | Anichebe 56' · Osman 90+1' | Sân vận động: Anfield Lượng khán giả: 44,991 Trọng tài: Michael Oliver |  |

| ngày 12 tháng 5 năm 2013 37 | Fulham       | 1 – 3  | Liverpool                             | Luân Đôn                                                                   |  |
| 15:00 BST                   | Berbatov 33' | Report | Sturridge 36', 62', 85' · Johnson 52' | Sân vận động: Craven Cottage Lượng khán giả: 25,640 Trọng tài: Mark Halsey |  |

| ngày 19 tháng 5 năm 2013 38 | Liverpool                   | 1 – 0  | Queens Park Rangers                 | Liverpool                                                               |  |
| 16:00 BST                   | Henderson 8' · Coutinho 23' | Report | Hill 32' · Derry 67' · Townsend 72' | Sân vận động: Anfield Lượng khán giả: 44,792 Trọng tài: Martin Atkinson |  |

Cập nhật lần cuối: ngày 19 tháng 5 năm 2013.

Nguồn: Liverpool F.C.

### Bảng xếp hạng
| Đội | Đội                  | ST | T  | H  | B  | BT | BB | HS  | Đ  |
| --- | -------------------- | -- | -- | -- | -- | -- | -- | --- | -- |
| C   | Manchester United    | 38 | 28 | 5  | 5  | 86 | 43 | +43 | 89 |
| 2   | Manchester City      | 38 | 23 | 9  | 6  | 66 | 34 | +32 | 78 |
| 3   | Chelsea              | 38 | 22 | 9  | 7  | 75 | 39 | +36 | 75 |
| 4   | Arsenal              | 38 | 21 | 10 | 7  | 72 | 37 | +35 | 73 |
| 5   | Tottenham Hotspur    | 38 | 21 | 9  | 8  | 66 | 46 | +20 | 72 |
| 6   | Everton              | 38 | 16 | 15 | 7  | 55 | 40 | +15 | 63 |
| 7   | Liverpool            | 38 | 16 | 13 | 9  | 71 | 43 | +28 | 61 |
| 8   | West Bromwich Albion | 38 | 14 | 7  | 17 | 53 | 57 | −4  | 49 |
| 9   | Swansea City         | 38 | 11 | 13 | 14 | 47 | 51 | −4  | 46 |
| 10  | West Ham United      | 38 | 12 | 10 | 16 | 45 | 53 | −8  | 46 |
| 11  | Norwich City         | 38 | 10 | 14 | 14 | 41 | 58 | −17 | 44 |
| 12  | Fulham               | 38 | 11 | 10 | 17 | 50 | 60 | −10 | 43 |
| 13  | Stoke City           | 38 | 9  | 15 | 14 | 34 | 45 | −11 | 42 |
| 14  | Southampton          | 38 | 9  | 14 | 15 | 49 | 60 | −11 | 41 |
| 15  | Aston Villa          | 38 | 10 | 11 | 17 | 47 | 69 | −22 | 41 |
| 16  | Newcastle United     | 38 | 11 | 8  | 19 | 45 | 68 | −23 | 41 |
| 17  | Sunderland           | 38 | 9  | 12 | 17 | 41 | 54 | −13 | 39 |
| R   | Wigan Athletic       | 38 | 9  | 9  | 20 | 47 | 73 | −26 | 36 |
| R   | Reading              | 38 | 6  | 10 | 22 | 43 | 73 | −30 | 28 |
| R   | Queens Park Rangers  | 38 | 4  | 13 | 21 | 30 | 60 | −30 | 25 |

|  |                                                                        |
|  | Vô địch Premier League 2012-13                                         |
|  | Dự UEFA Champions League 2013-14                                       |
|  | Dự UEFA Europa League 2013-14                                          |
|  | Xuống hạng tới Championship                                            |
|  | Xuống hạng tới Championship và được tham dự UEFA Europa League 2013–14 |

## Cúp Liên đoàn Anh
- Vòng 3:

- Tổng quan: Cúp Liên đoàn Anh vào ngày 26 tháng 9 năm 2012, Liverpool gặp lại West Brom. Một trận đấu khó khăn của Liverpool nhưng nhờ cú đúp của tân binh Nuri Sahin đã giúp cho Liverpool có cuộc lội ngược dòng thành công. Chung cuộc, Liverpool giành chiến thắng với tỷ số 2-1.
- Đội hình ra sân: Số 1 Brad Jones, 23 Jamie Carragher, 16 Sebastian Coates, 49 Jack Robinson, 47 Andre Wisdom - 19 Stewart Downing, 4 Nuri Sahin, 14 Jordan Henderson, 11 Assaidi, 12 Dani Pacheco và số 36 Samed Yesil.
- Diễn biến chính: Hiệp 1 trận đấu bắt đầu vài phút, Liverpool đã để thua từ cú dứt điểm của Gabriel Tamas. Sau đó Nuri Sahin gỡ hòa cho Liverpool. Hiện 2 diễn ra khá căng thẳng với nhiều tính huống ăn bàn nhưng cuối cùng chỉ có Sahin tiếp tục tận dụng cơ hội và đưa Livepool tới chiến thắng ở cuối trận.

### League Cup
| ngày 26 tháng 9 năm 2012 Third round | West Bromwich Albion   | 1 – 2  | Liverpool                   | West Bromwich                                                                |  |
| 20:00 BST                            | Tamaș 3' · Mulumbu 38' | Report | Şahin 17', 82' · Wisdom 42' | Sân vận động: The Hawthorns Lượng khán giả: 21,164 Trọng tài: Michael Oliver |  |

| ngày 31 tháng 10 năm 2012 Fourth round | Liverpool                  | 1 – 3  | Swansea City                           | Liverpool                                                           |  |
| 20:00 GMT                              | Carragher 45' · Suárez 76' | Report | Chico 34' · Dyer 72' · de Guzmán 90+4' | Sân vận động: Anfield Lượng khán giả: 37,521 Trọng tài: Lee Probert |  |

Cập nhật lần cuối: ngày 31 tháng 10 năm 2012.

Nguồn: Liverpool F.C.

## Cúp FA
| 6 tháng 1 năm 2013 Third round | Mansfield Town          | 1 – 2    | Liverpool                                                | Mansfield                                                                      |  |
| 16:00 GMT                      | Green 79' · Beevers 37' | Chi tiết | Sturridge 7' 47' · Suárez 59' · Lucas 38' · Flanagan 89' | Sân vận động: One Call Stadium Lượng khán giả: 7,574 Trọng tài: Andre Marriner |  |

| 27 tháng 1 năm 2013 Fourth round | Oldham Athletic                                   | 3 – 2    | Liverpool                            | Oldham                                                                    |  |
| 16:00 GMT                        | Simpson 9' · Smith 3', 45+3' 72' · Wabara 23' 48' | Chi tiết | Sterling 6' · Suárez 17' · Allen 80' | Sân vận động: Boundary Park Lượng khán giả: 10,295 Trọng tài: Lee Probert |  |

Cập nhật lần cuối: ngày 27 tháng 1 năm 2013.

Nguồn: Liverpool F.C.

## Europa League
Năm 2012, Liverpool được tham dự giải Europa League, họ đã thi đấu ở vòng bảng khá tốt ở lượt thứ nhất.
Nhưng bắt đầu lượt thứ hai vòng bảng Europa League chứng kiến bất ngờ lớn khi Liverpool thất bại với tỷ số 2-3 ngay trên sân nhà trước Udinese. Jonjo Shelvey mở tỷ số ở phút 23 nhưng sau đó trong hiệp 2, họ để thủng lưới 3 bàn liên tiếp. Sau đó Brendan Rodgers phải đưa tiền đạo Luis Suarez vào sân anh gỡ lại một bàn cho Liverpool ở phút 75, nhưng chung cuộc Liverpool thất bại với tỷ số 2-3.

### Vòng loại thứ ba
| ngày 2 tháng 8 năm 2012 First leg | Gomel                      | 0 – 1  | Liverpool                               | Gomel, Belarus                                                                           |  |
| 19:00 BST                         | Klimovich 3' · Alumona 51' | Report | Henderson 45' · Downing 67' · Jones 88' | Sân vận động: Central Stadium Lượng khán giả: 12,220 Trọng tài: Ivan Kružliak (Slovakia) |  |

| ngày 9 tháng 8 năm 2012 Second leg | Liverpool                                            | 3 – 0 (TTS 4 – 0) | Gomel | Liverpool, Anh                                                                |  |
| 20:05 BST                          | Borini 21' · Gerrard 41' · Shelvey 59' · Johnson 71' | Report            |       | Sân vận động: Anfield Lượng khán giả: 43,256 Trọng tài: Kenn Hansen (Denmark) |  |

### Play-off
| ngày 23 tháng 8 năm 2012 First leg | Heart of Midlothian | 0 – 1  | Liverpool          | Edinburgh, Scotland                                                                    |  |
| 19:45 BST                          | Barr 24'            | Report | Webster 78' (l.n.) | Sân vận động: Tynecastle Stadium Lượng khán giả: 15,965 Trọng tài: Florian Meyer (Đức) |  |

| ngày 30 tháng 8 năm 2012 Second leg | Liverpool  | 1 – 1 (TTS 2 – 1) | Heart of Midlothian                     | Liverpool, Anh                                                                        |  |
| 20:05 BST                           | Suárez 88' | Report            | Barr 81' · Templeton 84' · Grainger 86' | Sân vận động: Anfield Lượng khán giả: 44,361 Trọng tài: Vladislav Bezborodov (Russia) |  |

### Vòng bảng
| Đội               | ST | T | H | B | BT | BB | HS | Đ  |
| ----------------- | -- | - | - | - | -- | -- | -- | -- |
| Liverpool         | 6  | 3 | 1 | 2 | 11 | 9  | +2 | 10 |
| Anzhi Makhackhala | 6  | 3 | 1 | 2 | 7  | 5  | +2 | 10 |
| Young Boys        | 6  | 3 | 1 | 2 | 14 | 13 | +1 | 10 |
| Udinese           | 6  | 1 | 1 | 4 | 7  | 12 | -5 | 4  |

| ngày 20 tháng 9 năm 2012 1 | Young Boys                                                                             | 3 – 5  | Liverpool                                                                 | Bern, Thụy Sĩ                                                                                |  |
| 18:00 BST                  | Raimondi 17' · Nuzzolo 38' 39' · Ojala 52' · Zárate 63' · Veškovac 80' · Bobadilla 85' | Report | Ojala 4' (l.n.) · Wisdom 40' · Coates 67' · Shelvey 76', 88' · Borini 82' | Sân vận động: Stade de Suisse Lượng khán giả: 31,120 Trọng tài: Michael Koukoulakis (Greece) |  |

| ngày 4 tháng 10 năm 2012 2 | Liverpool                | 2 – 3  | Udinese                                                                                    | Liverpool, Anh                                                                      |  |
| 20:05 BST                  | Shelvey 23' · Suárez 75' | Report | Di Natale 46' · Benatia 66' · Pinzi 68' · Coates 70' (l.n.) · Pasquale 72' · Faraoni 90+1' | Sân vận động: Anfield Lượng khán giả: 40,092 Trọng tài: Stefan Johannesson (Sweden) |  |

| ngày 25 tháng 10 năm 2012 3 | Liverpool                            | 1 – 0  | Anzhi Makhachkala        | Liverpool, Anh                                                                    |  |
| 20:05 BST                   | Downing 53' · Suárez 75' · Agger 81' | Report | Samba 21' · Agalarov 43' | Sân vận động: Anfield Lượng khán giả: 39,358 Trọng tài: Bas Nijhuis (Netherlands) |  |

| ngày 8 tháng 11 năm 2012 4 | Anzhi Makhachkala | 1 – 0  | Liverpool                  | Moskva, Nga                                                                                        |  |
| 18:00 GMT                  | Traoré 45+1'      | Report | Flanagan 65' · Shelvey 88' | Sân vận động: Lokomotiv Stadium Lượng khán giả: 15,000 Trọng tài: David Fernández Borbalán (Spain) |  |

| ngày 22 tháng 11 năm 2012 5 | Liverpool                          | 2 – 2  | Young Boys                       | Liverpool, Anh                                                              |  |
| 20:05 GMT                   | Shelvey 33' · Cole 72' · Şahin 78' | Report | Bobadilla 52' · Zverotić 88' 89' | Sân vận động: Anfield Lượng khán giả: 37,810 Trọng tài: Alon Yefet (Israel) |  |

| ngày 6 tháng 12 năm 2012 6 | Udinese                                    | 0 – 1  | Liverpool                                            | Udine, Ý                                                                                    |  |
| 18:00 GMT                  | Fabbrini 17' · Pasquale 67' 79' · Badu 80' | Report | Henderson 23' · Suso 36' · Allen 71' · Carragher 82' | Sân vận động: Sân vận động Friuli Lượng khán giả: 12.000 Trọng tài: Duarte Gomes (Portugal) |  |

### Vòng Knock-Out

#### Vòng 32 đội
| ngày 14 tháng 2 năm 2013 First leg | Zenit St. Petersburg                          | 2 – 0  | Liverpool  | Sankt-Peterburg, Nga                                                                              |  |
| 17:00 GMT                          | Hubočan 59' · Hulk 70' · Semak 72' · Neto 84' | Report | Škrtel 17' | Sân vận động: Petrovsky Stadium Lượng khán giả: 21,000 Trọng tài: Carlos Velasco Carballo (Spain) |  |

| ngày 21 tháng 2 năm 2013 Second leg | Liverpool                                 | 3 – 1 (TTS 3 – 3a) | Zenit St. Petersburg   | Liverpool, Anh                                                                      |  |
| 20:05 GMT                           | Suárez 28', 59' · Allen 43' · Shelvey 66' | Report             | Hulk 19' · Denisov 27' | Sân vận động: Anfield Lượng khán giả: 43,026 Trọng tài: Björn Kuipers (Netherlands) |  |

Cập nhật lần cuối: ngày 21 tháng 2 năm 2013.

Nguồn: Liverpool F.C.